# Бреша (војска)
Бреша у тврђавском војевању (војни) означава насилно остварени отвор на зиду тврђаве браниоца, да би се умогућио улазак сопствених трупа у тврђаву. 
У пољском војевању под брешом у тактичком смислу се подразумијева отвор у одбрамбеном поретку противника који омогућује раздвајање противникових снага и њихово одвојено (почесно) тучење. У оперативном погледу брешом се сматра отвор у оперативном распореду противника који омогућује маневар нападача у дубини противника. 